# Alpinismo sem guia

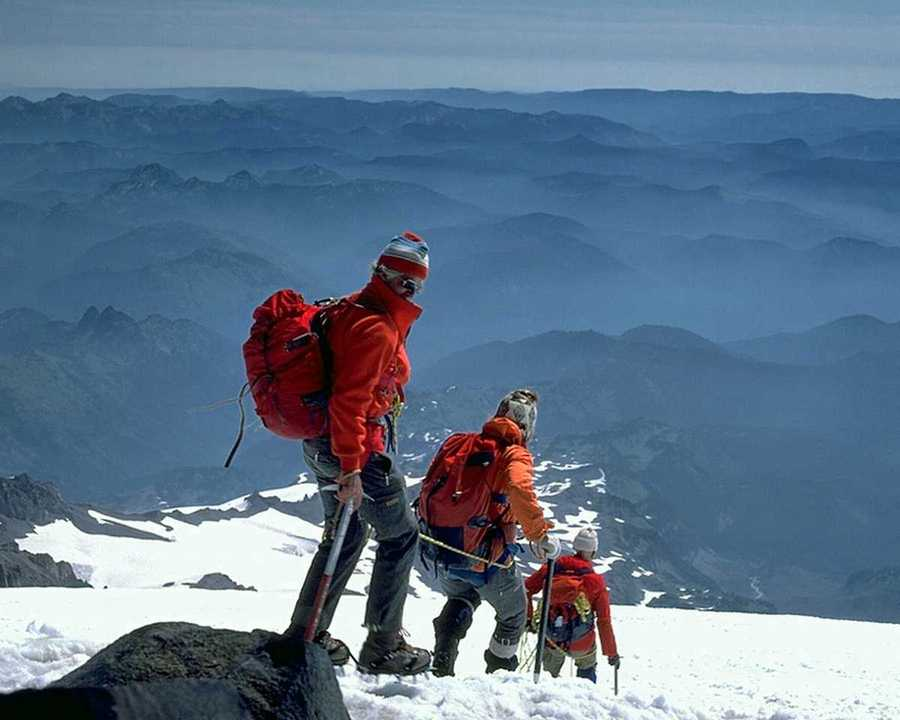
Alpinistas

O alpinismo sem guia (em francês:  Alpinisme sans guide) pode definir-se como a prática do alpinismo sem o acompanhamento de um guia de alta montanha como a Companhia dos guias de Chamonix.

## História
O alpinismo nasce no século XIX, a chamada idade de ouro do alpinismo, quando  prioritariamente a classe aristocrática inglêsa começa a interessar-se pelo alpinismo.
O primeiro francês sem guia é o matemático Pierre Puiseux que em 1848 se ataca ao  Monte Pelvoux, cujo cume ficou com o seu nome.
A chamada primeira geração é a dos anos 1920 enquanto a segunda geração é a do Grupo de Bleau dos quais faziam parte, entre outros entre outros, Pierre Allain, Jean Deudon, Marcel Ichac.

## GHM
O Grupo de alta montanha (GHM) foi criado em 1919 por um grupo de pioneiros parisienses, o célebre Grupo de Bleau que entre outros era composto por Pierre Allain, Marcel Ichac, Jean Leininger, etc., grupo em que todos faziam parte do Clube alpino francês (CAF).
A ideia surge num fim de tarde em Chamonix-Monte-Branco onde se encontraram Jacques de Lépiney, H. Brégeault, Paul Chevalier, Alice e Maurice Damesme que decidiram formar um grupo pelo que cada um escreveu a uma pessoa já cotado no meio alpino para a solicitar que os apadrinhassem. A primeira assembleia constituinte teve lugar a 22 de Dezembro de 1919 e o presidente de honra era E. Sauvege.
Em breve o GHM separa-se do CAF que era  destinado ao grande público, mas mantendo acordos de colaboração com ele.
Os principais objectivos do GHM era;
- reunir a elite do alpinismo
- apoiar a alpinismo francês de alto nível
- informar e elaborar guias como o célebre Guide Vallot que aparece anualmente desde 1955.